# نورما باركر
نورما باركر (بالإنجليزية: Norma Parker)‏ هي عاملة اجتماعية أسترالية، ولدت في 1906 في برث في أستراليا، وتوفيت في 2004.